# Ilgın
Ilgın ist eine Stadtgemeinde (Belediye) im gleichnamigen Ilçe (Landkreis) der Provinz Konya in der türkischen Region Zentralanatolien und gleichzeitig ein Stadtbezirk der 1986 gebildeten Büyükşehir belediyesi Konya (Großstadtgemeinde/Metropolprovinz). Seit der Gebietsreform ab 2013 ist die Gemeinde flächen- und einwohnermäßig identisch mit dem Landkreis.
Der Landkreis liegt im westlichen Zentrum der Provinz. Er grenzt im Westen an Doğanhisar, Akşehir und Tuzlukçu, im Norden an Yunak, im Osten an Kadınhanı und im Süden an Selçuklu, Derbent, Beyşehir und Hüyük. Durch den Landkreis verläuft von Westen nach Osten die Fernstraße D-300, die Konya mit Afyonkarahisar und Izmir verbindet. Die Stadt liegt an der Zweigstrecke der Anatolischen Eisenbahn von Eskişehir nach Konya, wo sich die Bagdadbahn anschließt. Der verhältnismäßig flache Landkreis hat wenige Erhebungen, unter anderem den 1730 Meter hohen Savaş Tepesi im Süden und im Norden den 1641 Meter hohen Deveboynu Tepesi. Nördlich des Hauptortes liegt der See Çavuşçu Gölü (auch Ilgın Gölü), in den von Süden der Deliköyboğazı Deresi fließt und von Nordwesten der Çebişli Çayı. Im Südosten liegen zwei kleinere Seen, der Gökçeyurt Göleti und der Bulcuk Göleti.

## Verwaltung
Ilgin existierte als Kreis (bzw. dem Vorläufer Kaza) bereits vor Gründung der Türkischen Republik 1923. Zur ersten Volkszählung 1928 zählte man 32.867 Einwohner, wovon 2.998 auf den namensgebenden Verwaltungssitz (damalige französische Schreibweise: Ilghin) entfielen; 54 Ortschaften auf 2.190 km² Fläche.
(Bis) Ende 2012 bestand der Landkreis neben der Kreisstadt aus sieben Stadtgemeinden (Argıthanı, Balkı, Beykonak, Çavuşçugöl, Çiğil, Gökçeyurt und Yukarıçiğil)  sowie 36 Dörfern (Köy) in drei Bucaks, die während der Verwaltungsreform 2013 in Mahalle (Stadtviertel/Ortsteile) überführt wurden. Die zwölf existierenden Mahalle der Kreisstadt blieben erhalten, während die 24 Mahalle der acht anderen Belediye vereint und zu je einem Mahalle reduziert wurden. Durch Herabstufung dieser Belediye und der Dörfer zu Mahalle stieg deren Zahl auf 56 an. Ihnen steht ein Muhtar als oberster Beamter vor.
Ende 2020 lebten durchschnittlich 970 Menschen in jedem dieser Mahalle, 5.467 Einw. im bevölkerungsreichsten (Milli Egemenlik Mah.).

## Sehenswürdigkeiten

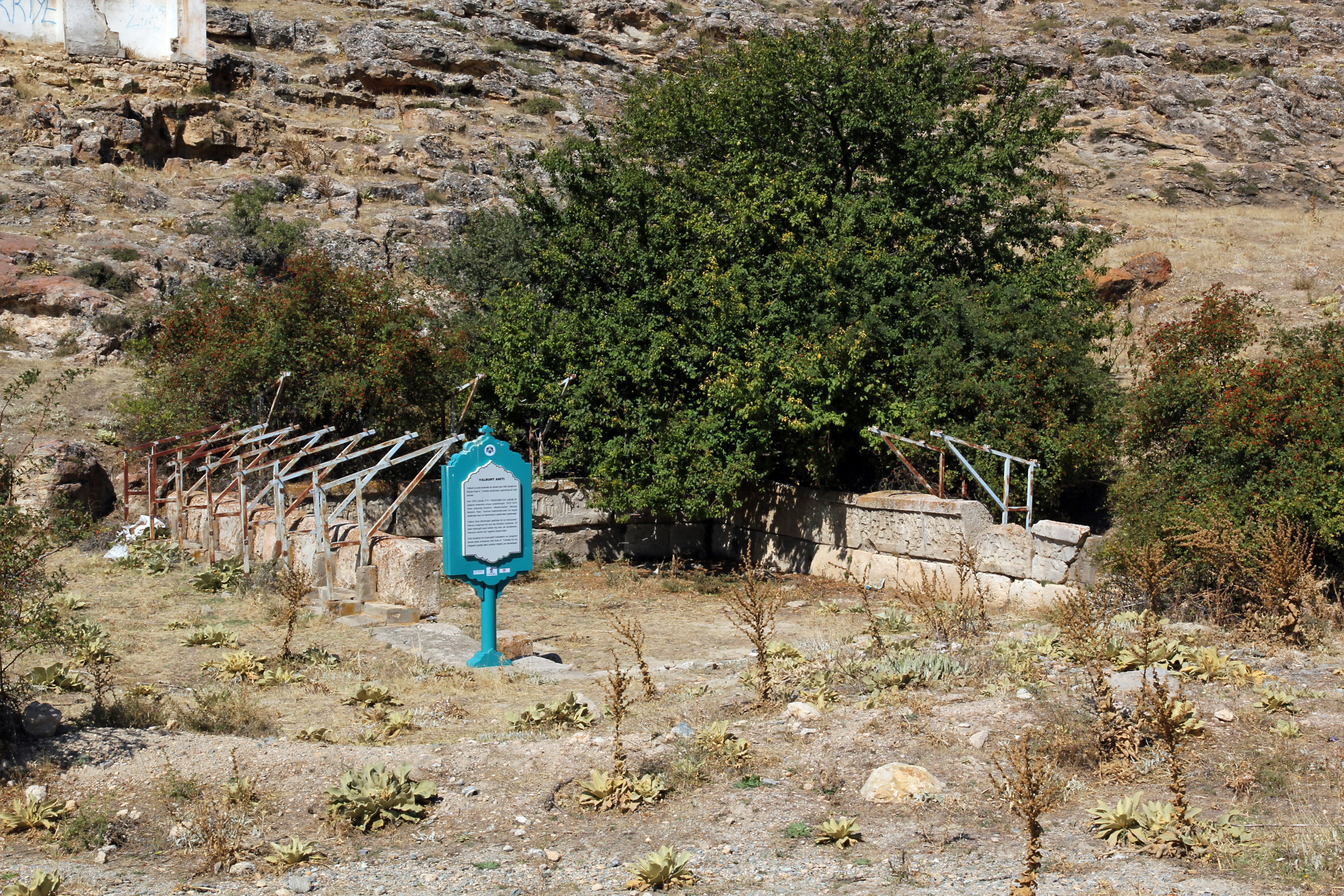
Yalburt

Etwa 20 Kilometer nördlich der Kreisstadt liegt das hethitische Heiligtum von Yalburt. Zu sehen ist die Ummauerung eines Wasserbeckens, in deren Steinblöcke ein Feldzugsbericht des Großkönigs Tudhalija IV. eingemeißelt ist.

## Persönlichkeiten
- Musa Çağıran (* 1992), türkischer Fußballspieler
- Özcan Dağ (* 1983), türkischer Fußballspieler
- Zülfü Livaneli (* 1946), türkischer Komponist, Sänger, Schriftsteller und Filmregisseur